# Torre de Murrià
La Torre de Murrià és una torre situada al cim del puig Murrià, al municipi de Les Preses, en el límit amb Sant Esteve d'en Bas (Garrotxa). Construïda com a torre de guaita en l'època romana, es va reutilitzar com a torre de telegrafia òptica durant les Guerres Carlines.
Situada entre la torre de telegrafia del Coll (Puig d'Afra, Rupit) i la torre de defensa del volcà Montolivet (Olot), només queden el fonaments i alguns fragments de les filades d'inici del mur nord, que és de maçoneria de pedra rústica sense treballar. Aquestes restes permeten endevinar la planta quadrada típica de les talaies telegràfiques militars, i que també estava envoltada per un fossat defensiu. El destacament de soldats que havia de governar la torre va arribar a finals del 1849 i s'hi van estar fins a principis de 1855. En aquests cinc anys la despesa generada a l'ajuntament de les Preses va ser significativa, ja que va ser l'encarregat de pagar el guarniment i les reparacions de la torre, així com els sous dels soldats.